# Jérôme Gondorf
Jérôme Gondorf (Karlsruhe, 26 juni 1988) is een Duits voetballer die bij voorkeur als centrale middenvelder speelt. Hij tekende in 2018 bij SC Freiburg.

## Clubcarrière
Gondorf werd geboren in Karlsruhe en speelde in de jeugd voor TSV Palmbach en Karlsruher SC. In 2007 trok hij naar SV Spielberg. Na één jaar vertrok hij voor twee seizoenen naar ASV Durlach. In 2010 tekende de middenvelder bij Stuttgarter Kickers, waar hij in drie seizoenen 104 competitiewedstrijden speelde. In 2013 maakte hij transfervrij de overstap naar SV Darmstadt 98. Op 20 juli 2013 debuteerde Gondorf voor zijn nieuwe club in de 3. Liga tegen SV Elversberg. Op 21 september 2013 maakte Gondorf zijn eerste doelpunt voor Darmstadt tegen Hansa Rostock. In 2014 promoveerde hij met de club naar de 2. Bundesliga. Daar bleef de club maar één seizoen, want in 2015 werd promotie afgedwongen naar de Bundesliga.
Gondorf speelde het seizoen 2017-2018 voor Werder Bremen. Daar had hij vooral een rol als bankzitter en invaller. Van de 23 wedstrijden stond hij er 9 in de basis. Geen enkele wedstrijd speelde hij de volle 90 minuten. Op het einde van het seizoen raakte bekend dat Gondorf een overeenkomst had met SC Freiburg alwaar hij een contract tekende tot 2021.